# Console centrale
Pour les articles homonymes, voir Console.
La console centrale, dans une automobile, est la partie centrale et avant de l’habitacle du véhicule.

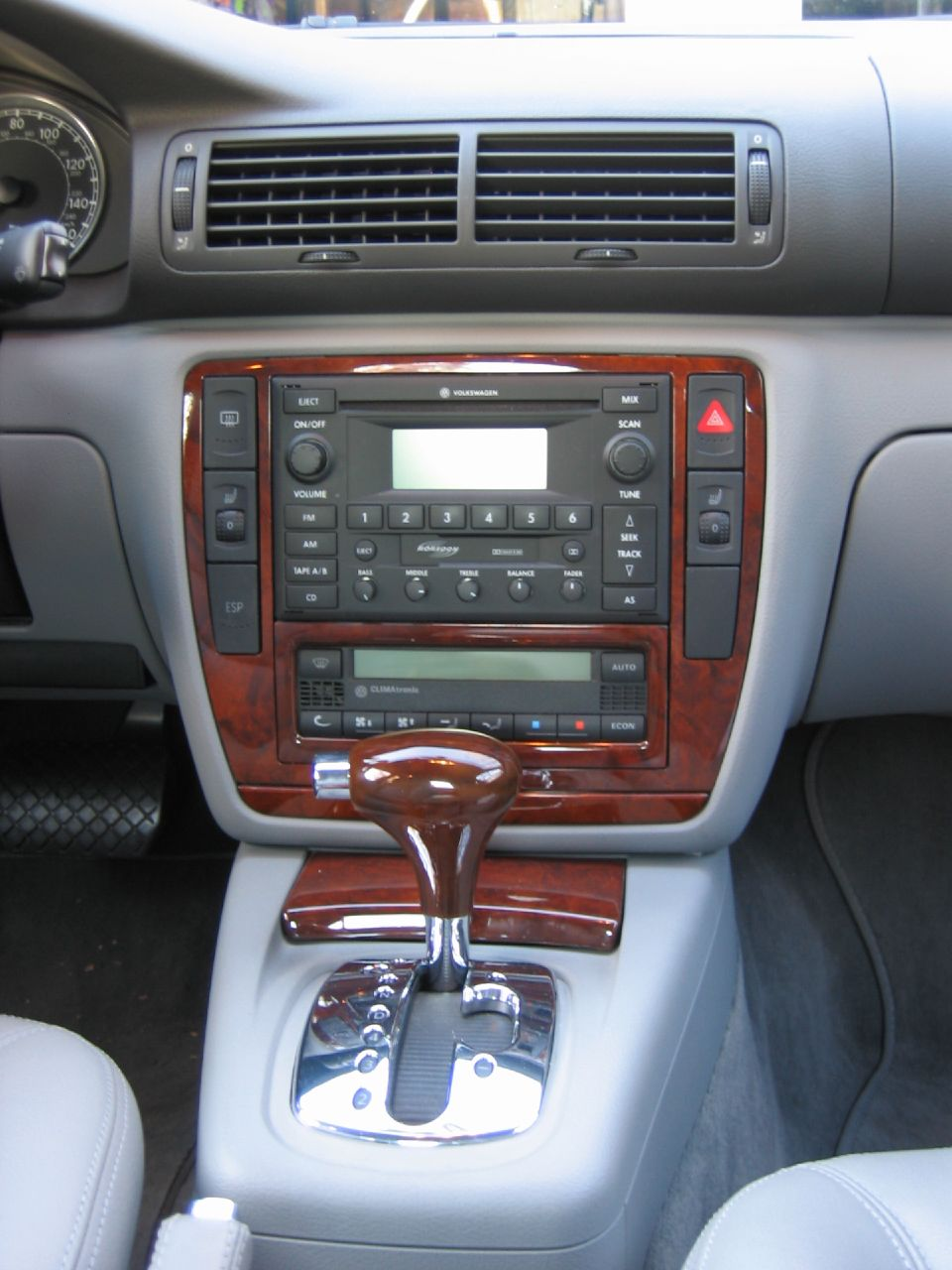
Console centrale de VW Passat.

À l’origine, le terme est appliqué à la zone située au début du tableau de bord et continue en dessous, faisant souvent la continuité avec le tunnel de transmission pour les véhicules à propulsion ou la poutrelle centrale contenant le levier de commande et différents circuits :
- levier de vitesses et tringlerie;
- levier de frein de stationnement, câble et circuit hydraulique;
- commandes de ventilation ;

Les voitures modernes comportent, en plus, tout un ensemble d’instruments :
- autoradio ;
- affichage des températures ;
- commandes de climatisation ;
- commandes de réglage des rétroviseurs externes ;
- ordinateur de bord, GPS ;
- porte-gobelet ;
- allume-cigare.

## Console arrière
Certaines automobiles comportent une console arrière, destinée aux passagers, pour différentes fonctions ;
- commandes, bouches d’aération et de chauffage;
- allume-cigare, prise de courant auxiliaire ;
- cendrier ;
- vide-poche ;
- etc. ;

Console centrale industrielle
Plateforme permettant de suivre sur un site de production les données issus des capteurs afin de déceler les diverses anomalies. 